# Торпедо-2 (мини-футбольный клуб)
«Торпедо-2» — российская мини-футбольная команда из Нижнего Новгорода. Является фарм-клубом «Торпедо», выступающего в Суперлиге. С 2020 года команда принимает участие в конференции «Запад» чемпионата Высшей лиги.

## Названия
- 2017—2020 — «Оргхим-2»
- 2020—2023 — «Норман»
- 2023—н.в. — «Торпедо-2»

## История
Образованный в 2017 году как второй коллектив ведущего футзального клуба Нижнего Новгорода, «Оргхим-2» (прежнее название «Торпедо-2») в первый же сезон своего существования выиграл Чемпионат Нижегородской области — главный региональный турнир по мини-футболу среди непрофессиональных команд.
На следующий год «Оргхим-2» попробовал свои силы уже на всероссийском уровне: в Архангельске, в финальном этапе соревнований Первой лиги, нижегородцы остановились в шаге от золотых медалей, заняв второе место, сразу вслед за щёлковским «Газпром Бурением».

#### Сезон 2020/2021
Участником Париматч-Высшей лиги сезона 20/21 переименованный «Норман» стал благодаря победе МФК «Оргхим» в аналогичном турнире предыдущего сезона и повышении в классе. Старшим тренером команды стал Юрий Хайрулин, помощник Рашида Камалетдинова в чемпионском «Оргхиме». Капитанскую повязку получил 34-летний Станислав Ющенко, а вице-капитанами стали 30-летний Дмитрий Навальнев и 17-летний Иван Малинин. Средний возраст команды составляет чуть больше 21 года, основная часть заявки — победители Оргхим-Первенства России среди игроков 2002—2003 гг.р. По ходу турнира команду возглавил специалист Дмитрий Большаков.
В первом профессиональном матче, который состоялся 5 сентября 2020 года, в ФОКе «Красная Горка» (г. Бор) «Норман» принимал «Северную Двину» из Архангельска. Матч завершился победой со счетом 5:3. По итогам первого сезона на профессиональном уровне «Норман» занял десятую строчку в турнирной таблице.

#### Сезон 2021/2022
Нижегородский «Норман» вошел в сезон 21/22 под руководством Олега Балеевских. Ранее специалист возглавлял юниорскую команду структуры и приводил ее к призовым местах в главных юниорских турнирах страны — Спортмастер-Юниорлиге и Оргхим-Первенстве России. В межсезонье состав команды пополнили три игрока — футболисты юниорской сборной России Александр Лукин и Тимур Абдуллин, а также Давид Саакян, ставший в прошлом сезоне лучшим бомбардиром сразу в трёх ведущих любительских турнирах Нижегородской области.
В первом же туре сенсационно был переигран будущий финалист Парибет-Высшей лиги — липецкий «ЛКС». По ходу чемпионата команда боролась за место в середине турнирной таблицы и путевку в плей-офф. Дважды были обыграны «Сибиряк» и «Поморье», дома была добыта сенсационная победа над будущим бронзовым призером турнира «Ростовом», также обыграна «Заря».
По итогам регулярной части «Норман» занял десятую строчку в турнирной таблице. Из-за определенных обстоятельств, это место давало путевку в плей-офф, и соперником в одной восьмой финала стали дублеры «Синары» из Екатеринбурга. Первый матч проходил дома и закончился победой соперников со счетом 3:5. В ответном у «Нормана» были шансы отыграть отставание и пройти дальше, однако воспользоваться преимуществом не получилось — 5:5.
В сезоне 21/22 «Норман» провёл 28 матчей, в которых одержал 10 побед, 4 раза сыграл вничью. Было забито 105 мячей, пропущено — 119. Лучшим бомбардиром команды стал Александр Гребенщиков, поразивший ворота соперников 10 раз за 21 матч.
Попутно с тем «Норман U18» под руководством Александра Мунгалова шел к очередному финалу главного юниорского турнира России — Спортмастер-Юниорлиги. В полуфинале была обыграна «Тюмень», а в финале юниоры одержали победу над сверстниками из «Газпром-Югры». Как итог — второй год подряд «Норман U18» завоевывает солидный трофей. Также юниорская команда структуры стала чемпионом Нижнего Новгорода, оказавшись сильнее взрослых команд в главном городском турнире.
Сезон 2022/2023
По итогам регулярной части Высшей лиги «Норман» занял четвертую строчку в турнирной таблице. Соперником в одной восьмой финала стали дублеры «Синары» из Екатеринбурга. В первом матче на выезде «Норман» был сильнее 4:2, в домашнем матче также победил 7:4. В четвертьфинале было две встречи с командой «ИрАэро», которые закончились со счетом 3:4 в Нижнем Новгороде и 11:5 на выезде. В регулярной части чемпионата «Норман» провёл 18 матчей, в которых одержал 10 побед, 1 раз сыграл вничью. Было забито 74 мяча, пропущено – 62. Лучшим бомбардиром команды стал Александр Гребенщиков, поразивший ворота соперников 12 раз за 15 матчей.
В этом же сезоне команда дебютировала на Кубке мира Copa Mundo Do Futsal Sub-21 и дошла до четвертьфинала, проведя 5 матчей и забив 26 мячей.  
Итоги выступления в сезоне:
1/4 плей-офф Высшей лиги
1/4 Кубка мира среди команд U-21
«Бронза» Кубка Западной конференции
Сезон 2023/2024
По итогам регулярной части «Норман» занял третью строчку в турнирной таблице. Соперником в одной восьмой финала стал «Кузбасс» из Кемерово, в четвертьфинале было две встречи с командой «СШ им. К. Еременко», в полуфинале 4 встречи провели с командой КПРФ-2, а в серии за 3-е место встречались с командой «ИрАэро». Всего «Норман» провёл 32 матча, в которых одержал 16 побед. Было забито 98 мячей, пропущено – 85. Лучшим бомбардиром команды стал Сергей Гук, поразивший ворота соперников 17 раз в 31 матче.
Как и годом ранее команда приняла участие в Кубке мира Copa Mundo Do Futsal Sub-21, где стала вице-чемпионом турнира, получив серебряные награды. В 6 матчах турнира было забито 17 мячей.
Итоги выступления в сезоне:
ТОП-4 плей-офф Высшей лиги
Вице-чемпион Кубка мира среди команд U-21
Сезон 2024/2025
По итогам регулярной части «Торпедо-2» заняло шестую строчку в турнирной таблице. Соперником в одной восьмой финала стала команда «Тюмень-д», которую удалось победить в двух матчах 4:2(дв) дома и 5:1 на выезде. В четвертьфинале было две встречи с командой КПРФ-2, которые сложились не совсем удачно для нашей команды 2:3 дома и 1:6 на выезде. Всего «Торпедо-2» провело 20 матчей, в которых одержало 9 побед. Было забито 64 мяча, пропущено – 73. Лучшим бомбардиром команды стал Алексей Волковский, поразивший ворота соперников 13 раз в 15 матчах.
Итоги выступления в сезоне:
1/4 плей-офф Высшей лиги

##### Достижения «Торпедо-2»
- 4 место в плей-офф Высшей лиги (2023/24)
- Бронзовый призер Кубка Западной конференции (2022/23)
- Серебряный призер Чемпионата Нижегородской области (2020)
- Серебряный призер Первой лиги среди любительских команд (2019)
- Победитель чемпионата Нижегородской области (2018)

## «Торпедо U-18»
В структуру «Торпедо» входят молодежные команды игроков до 16 и до 18 лет. Юниорская команда до 18 лет является одним из сильнейших коллективов страны по своему возрасту, два года подряд (2021, 2022) став чемпионом главного юниорского турнира страны — Спортмастер-Юниорлиги. На пути к первому чемпионству коллектив возглавлял Олег Балеевских, в следующем сезоне — Александр Мунгалов. Сезон 2024/2025 «Торпедо U-18» начинает под руководством Евгения Иваняка, а старшим тренером «Торпедо U-16» является Олег Балеевских

##### Достижения «Торпедо U-18»
- Чемпион Юниорлиги (2025)
- Чемпион Спортмастер-Юниорлиги (2021, 2022)
- Победитель Спортмастер-Городской лиги (Нижний Новгород) (2022)
- Победитель Оргхим-Первенства России (2020)

## Состав «Торпедо-2»
| Состав «Торпедо-2» | Состав «Торпедо-2» | Состав «Торпедо-2»  | Состав «Торпедо-2» | Состав «Торпедо-2» |
| Номер              | Позиция            | Имя                 | Год рождения       | Гражданство        |
| ------------------ | ------------------ | ------------------- | ------------------ | ------------------ |
| № 1                | Вратарь            | Богдан Незаметдинов | 2007               | Флаг России        |
| № 44               | Вратарь            | Андрей Марков       | 2005               | Флаг России        |
| № 5                | Универсал          | Максим Чесноков     | 2007               | Флаг России        |
| № 20               | Нападающий         | Энри Мелло Кардозо  | 2006               | Флаг России        |
| № 23               | Универсал          | Игорь Зеленцов      | 2007               | Флаг России        |
| № 25               | Универсал          | Алексей Уткин       | 2007               | Флаг России        |
| № 26               | Универсал          | Егор Пегнеев        | 2005               | Флаг России        |
| №28                | Универсал          | Роман Орлов         | 2008               | Флаг России        |
| №32                | Защитник           | Денис Демахин       | 2006               | Флаг России        |
| №70                | Универсал          | Максим Другов       | 2008               | Флаг России        |
| № 77               | Нападающий         | Арсен Петросов      | 2006               | Флаг России        |
| № 78               | Нападающий         | Артем Мамаев        | 2005               | Флаг России        |
| № 79               | Универсал          | Максим Мухин        | 2007               | Флаг России        |
| №85                | Универсал          | Али Велемеев        | 2007               | Флаг России        |
| №86                | Универсал          | Шамиль Сейфуллаев   | 2005               | Флаг России        |
| № 98               | Защитник           | Егор Кузьмич        | 2004               | Флаг России        |

| Административно-тренерский штаб | Административно-тренерский штаб |
| Должность                       | Имя                             |
| ------------------------------- | ------------------------------- |
| Президент клуба                 | Николай Ходов                   |
| Вице-президент                  | Сергей Смирнов                  |
| Вице-президент по развитию      | Аркадий Радбиль                 |
| Старший тренер                  | Евгений Иваняк                  |
| Ассистент старшего тренера      | Владислав Барсков               |
| Тренер по ОФП                   | Никита Бурзилов                 |
| Врач по спортивной медицине     | Мария Новикова                  |
| Помощник врача                  | Татьяна Каримова                |
| Администратор                   | Константин Кеель                |
| Пресс-атташе                    | Артем Рунов                     |